# Achotán
Achotán är en ort i Mexiko.   Den ligger i kommunen Coahuayana och delstaten Michoacán de Ocampo, i den södra delen av landet, 500 km väster om huvudstaden Mexico City. Achotán ligger 120 meter över havet och antalet invånare är 169.
Terrängen runt Achotán är varierad. Runt Achotán är det glesbefolkat, med 8 invånare per kvadratkilometer. Närmaste större samhälle är Aquila, 18,9 km sydost om Achotán. I omgivningarna runt Achotán växer i huvudsak lövfällande lövskog.